# سرخ‌پوستان ایالات متحده آمریکا

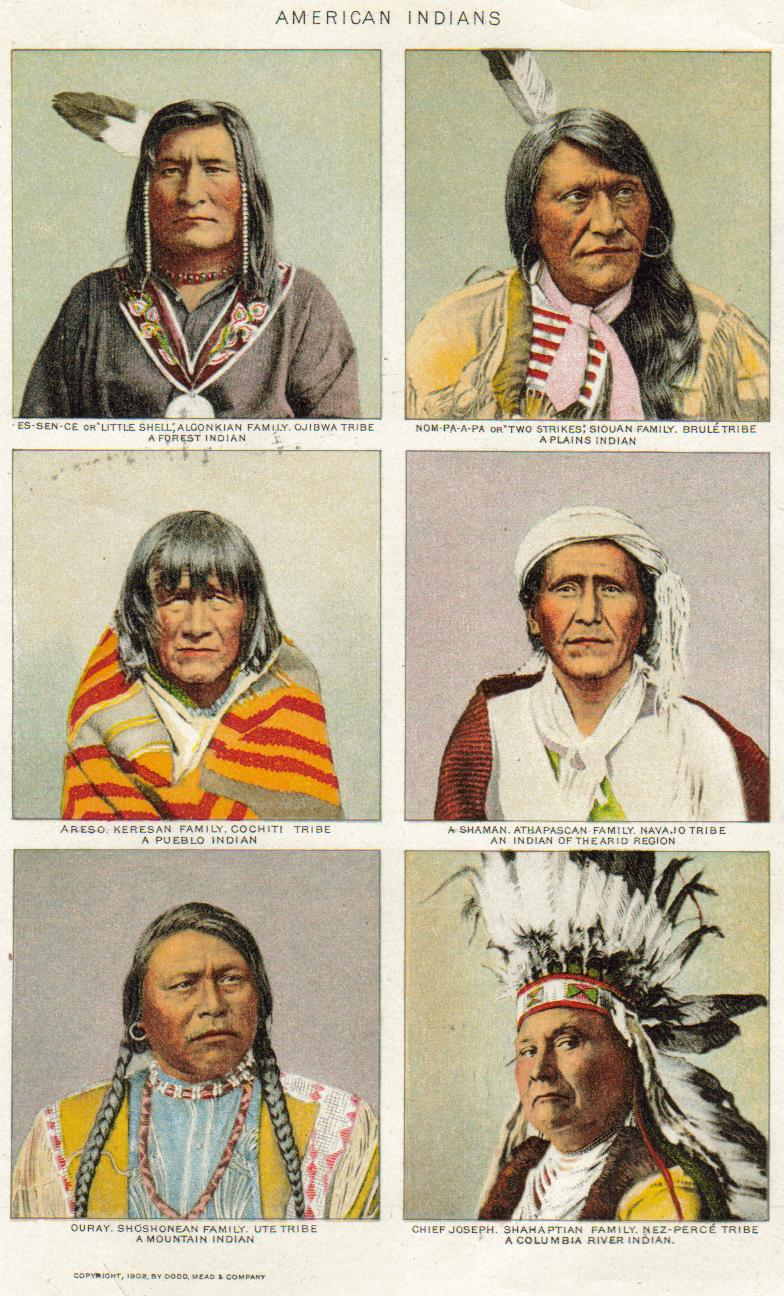
سرخ‌پوستان آمریکایی

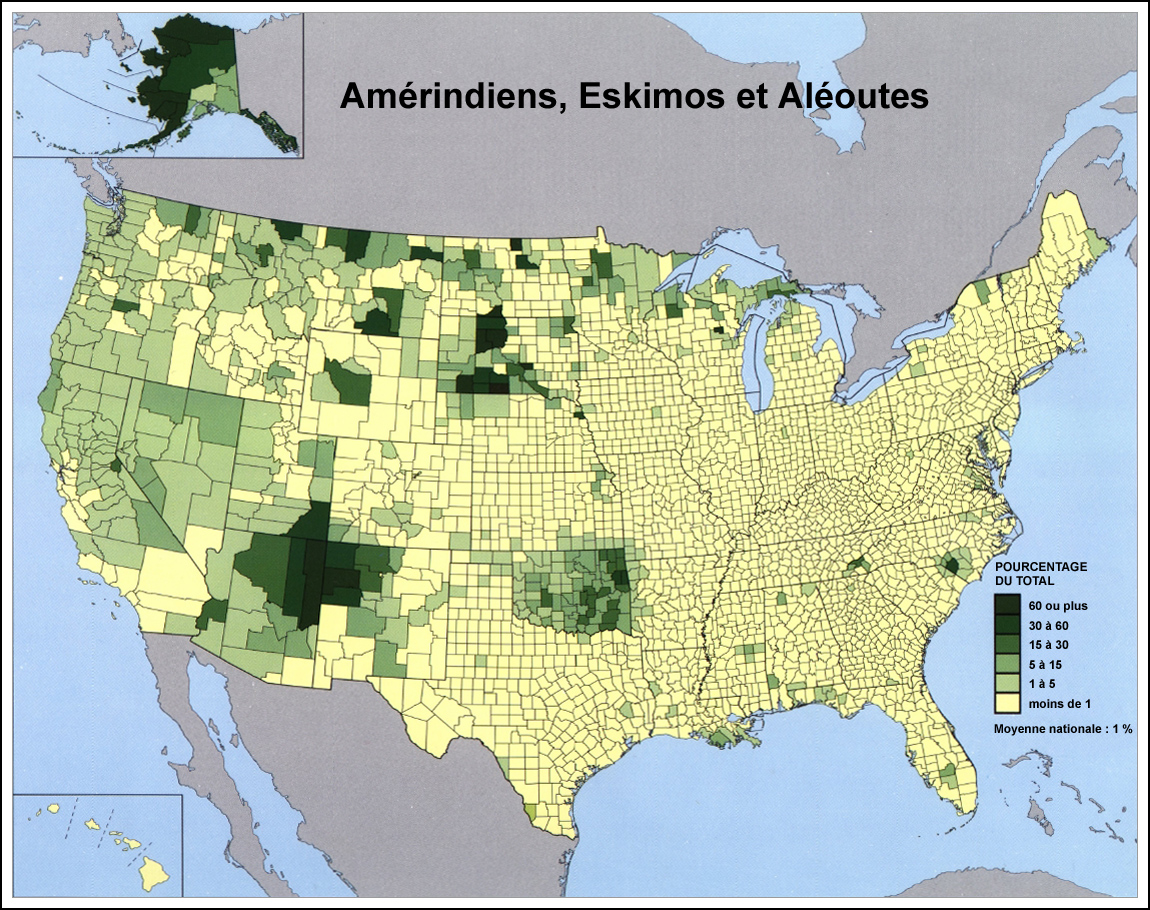
نقشه درصد پراکندگی سرخ‌پوستان در سال ۱۹۹۹ آمریکا

سرخ‌پوستان بومیان اولیه قاره امریکا شمالی (به انگلیسی: Native Americans)، همچنین معرفی شده به عنوان آمریکایی های اولیه (به انگلیسی: First Americans) که در ابتدا به آنان هندی‌های آمریکا (American Indians) نیز گفته می‌شد، بومیان کشور آمریکا هستند که امروزه به صورت اقلّیتی در میان جمعیت مهاجر بعدی به‌سر می‌برند. این اقوام به گروه‌های بومی آمریکای شمالی تعلق دارند و به زبان‌های گوناگونی گویش می‌کنند. برخی هنوز به سنّت‌های قدیمی قومی خود پایبند مانده و برخی زیر فشار همسان‌سازی، با فرهنگ مدرن آمریکایی خو گرفته‌اند. اداره سرشماری ایالات متحده آمریکا مردمانی که ریشه در یکی از ملل اولیه آمریکای شمالی و جنوبی به ویژه ۴۸ ایالت آمریکا و نیز آلاسکا را داشته باشند، در این گروه معرفی می‌کند؛ اگرچه بومیان هاوایی عمدتا در گروه نژادی جداگانه ای قرار می دهد.
جمعیت همه قبایل مختلف امروزه حدود ۲٫۵ میلیون نفر تخمین زده می‌شود.

## تاریخ

رهبران قبایل سرخ‌پوستان در حال انعقاد «پیمان صلح» با ژنرال ویلیام شرمن در زمان جنگ داخلی آمریکا در وایومینگ.

اقوام سرخپوست آمریکای شمالی از بازماندگان گروه‌هایی هستند که در حدود بیست هزار سال پیش از میلاد از نواحی سرد شمال سیبری گذشته و به قاره جدید وارد شده بودند. برخلاف ساکنان مزوآمریکا و نواحی متمدن آمریکای مرکزی و جنوبی، سرخپوستان آمریکای شمالی چندان متمدن نبوده و حالتی نیمه بدوی داشتند. بیشتر اطلاعاتی که امروزه از گذشته سرخپوستان ساکن در ایالات متحده داریم از گزارش‌های اروپاییان به‌دست آمده‌است. برخورد میان اروپاییان تازه‌وارد و ساکنان قدیمی در سرزمین آمریکا، بحران‌ها و تضادهایی به‌وجود آورد که تا مدت‌ها به صورت جنگ و کینه ادامه پیدا کرد.
کریستوف کلمب پنداشته بود که سرخ‌پوستان آمریکای مرکزی، هندی هستند. از این رو امروزه در بیشتر زبان‌های اروپایی بومیان قاره آمریکا را هندی (به انگلیسی: Indian) می‌خوانند. پس از ورود اروپاییان، سرخ‌پوستان آمریکایی با بیماری‌های همه‌گیر، نابودی فرهنگ و از دست رفتن خاک روبرو شدند. برخی قبایل سرخ‌پوستان به مدت دو قرن در بردگی سفیدپوستان بودند، و برخی دیگر در جنگ‌ها و پاکسازی‌های قومی همانند کشتار ووندد نی به نابودی کشانده شدند.
در سال ۱۸۳۰ اندرو جکسون دستوری صادر کرد که به نام قانون سرخ‌پوست‌زدایی (به انگلیسی: Indian Removal Act) مشهور گشت. بر اساس این دستور، سرخ‌پوستان از زمین‌های خود واقع در شرق آمریکا به سمت زمین‌های بایر واقع در غرب رود میسیسیپی مهاجرت داده شدند. مهاجرت بزرگ قوم چروکی در سال ۱۸۳۸ از جورجیا به سمت غرب، از همین گونه مهاجرت‌های دولتی بود که به «رد اشک‌ها» (به انگلیسی: Trail of tears) شهرت پیدا کرد. در این سفر ۲۰۰۰ کیلومتری، ۴۰۰۰ سرخ‌پوست جان خود را از دست دادند. این سرخ‌پوستان به زمین‌های مخصوصی در غرب آمریکا مهاجرت داده شدند که امروزه به زمین‌های رزرویشن (به انگلیسی: reservation) یا اختصاصی معروفند. این زمین‌ها در سال ۱۸۳۴ و به دستور کنگره آمریکا برای سرخ‌پوستان در نظر گرفته شدند. سرخپوستان در جنگ‌های داخلی آمریکا از مبارزان فعال بودند. پس از پایان این دوره از جنگ‌ها و آزادی سیاهپوستان در آمریکا، سیاست همسان‌سازی علیه سرخپوستانی که به امید پایان تنش وارد جنگ شده بودند آغاز شد.
در قرن نوزدهم جورج واشینگتن و هنری ناکس تصمیم به متمدن کردن بومیان آمریکا گرفتند و همین موجب بروز شدیدترین درگیری‌ها میان آن‌ها شد. در پی این رویدادها، جنگ‌های سرخپوستان شدت گرفت. گرچه پیروزی معمولاً با نظامیان جمهوری آمریکا بود اما سرانجام در سال ۱۹۲۴ دولت آمریکا حق شهروندی سرخپوستان را پذیرفتو از آن زمان تا کنون آنان با حفظ حقوق قومی و مالکیت سرزمینی به عنوان شهروند آمریکا محسوب می‌شوند.

## زندگی در جامعه امروزی آمریکا
امروزه ۲۲۵٬۰۰۰ کیلومتر مربّع از سرزمین ایالات متحده آمریکا به صورت خودمختار در اختیار سرخ‌پوستان قرار دارد. این زمین‌ها همان زمین‌های جایگزین یا اختصاصی قرن نوزدهم هستند. این زمین‌ها تحت سرپرستی دفتر امور سرخ‌پوستان قرار دارد که خود زیر نظر وزارت کشور ایالات متحده آمریکا است. سرخپوستان آمریکا امروزه در بسیاری از مناطق، استقلال فرهنگی و تاحدودی سیاسی دارند. تلاش‌هایی برای تحکیم ریشه‌های قومی خود دارند و زبان‌هایی که بدان‌ها صحبت می‌کنند تا حدودی محافظت شده قلمداد می‌شوند. برخی از آن‌ها هنوز به شیوه زندگی سنتی و روستایی خود با آداب قبیله‌ای ادامه می‌دهند که بیشتر در نواحی جنوبی هم‌مرز مکزیک سکونت دارند. در سال ۲۰۰۳ جمعیت آنان در جامعه آمریکا ۲٬۷۸۶٬۶۵۲ برآورد شد که از این میزان ۴۱۳٬۳۸۲ نفر در کالیفرنیا، ۲۹۴٬۱۳۷ در آریزونا و ۲۷۹٬۵۵۹ تن در اوکلاهاما به‌سر می‌بردند. همچنین این گروه دارای نسبت بالایی از الکلیسم در درون خود است. آژانس‌های فعال بومیان آمریکا تلاش دارند تا با حفظ ریشه‌ها و هنجارهای سنتی، در راستای بهبود شرایط بهداشتی و فرهنگی این گروه گام بردارند.

## پراکندگی جغرافیایی و زبان‌ها

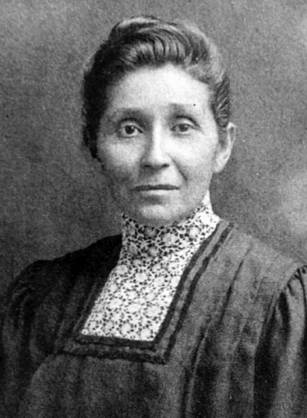
دکتر فلش اولین زن سرخپوستی بود که در آمریکا به درجه پزشکی رسید.

بومیان آمریکا - به جز انگلیسی که زبان عمومی کشور محسوب می‌گردد به زبان‌های مختلفی از گروه زبان‌های بومی آمریکا تکلم می‌کنند. زبان آزتکی در یوتا بیشترین متکلم را دارد. پس از آن، زبان ناهواتل با نزدیک به دویست هزار گویشور و زبان ناواهو با یکصد و پنجاه هزار تن در رده‌های بعدی هستند. سرخپوستان آمریکا اگرچه در تمام سرزمین پراکنده‌اند اما بیشتر آنان در نواحی غربی و جنوب غربی به‌سر می‌برند. گروه مهم چروکی در میامی و سواحل میسیسیپی ساکن هستند. گروه‌هایی نیز در مناطق شمالی مانند میشیگان، مونتانا، داکوتای شمالی و داکوتای جنوبی زندگی می‌کنند. در این مناطق جمعیت و حضور بومیان کاملاً قابل توجه است. همچنین در نواحی روستانشین ایالت آلاسکا نیز شمار زیادی از بومیان ساکن می‌باشند.

## قبیله‌های مشهور

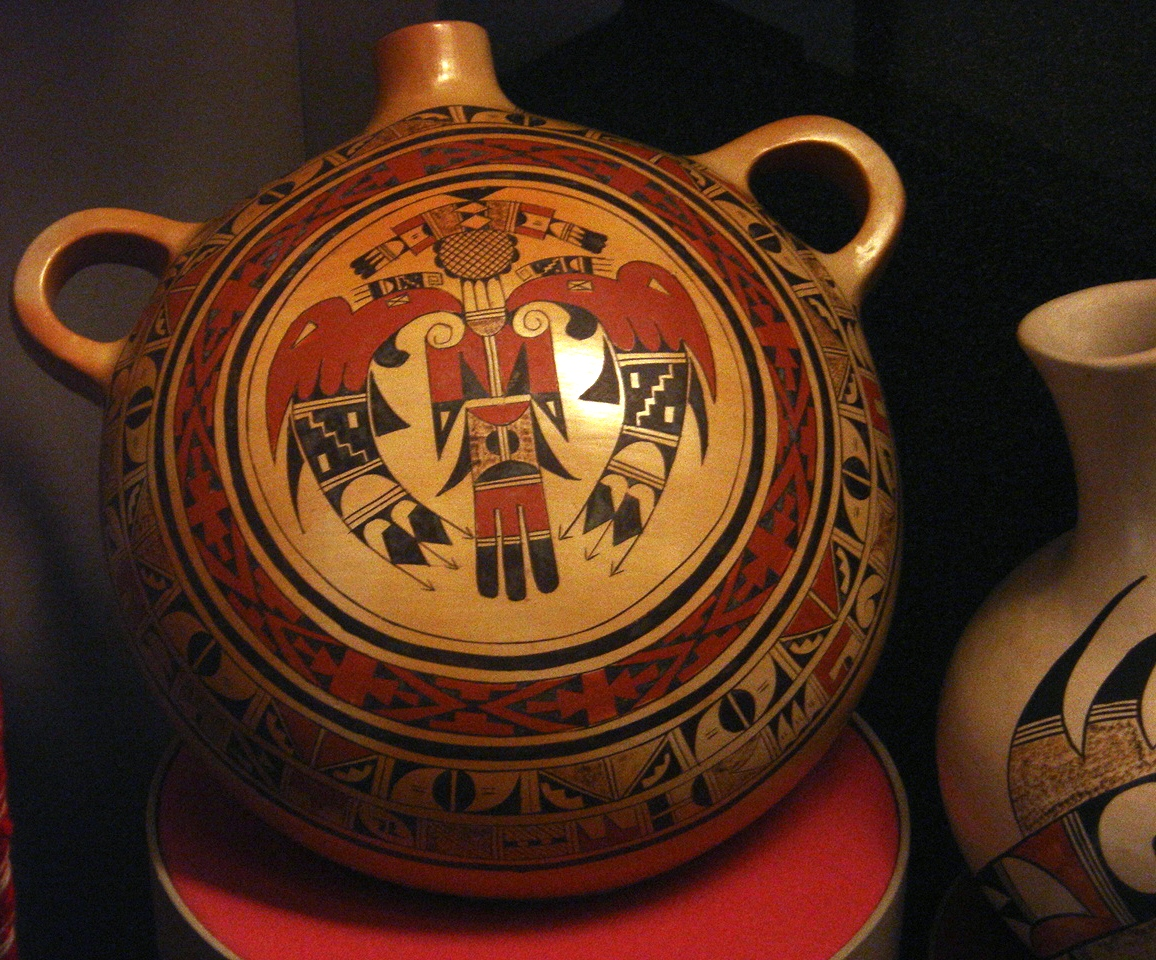
نمونه صنایع دستی کهن سرخ‌پوستان آمریکا. کاسه سفالی واقع در موزه ایالتی آریزونا

● سو
- شایان
- آپاچی
- کومانچی
- ناواهو
- کواپا
- اوسیج
- چروکی
- شوشونی
- کدو
- پوئبلو
- لاکوتا
- سیناگوا

## فرهنگ
- موزه ملی سرخ‌پوستان ایالات متحده آمریکا
- زبان‌های آتاباسکی
- موزه ایالتی آریزونا
- جغجغه (سرخ‌پوستان)
- تاماهاوک

## مکان‌ها
- یادبود ملی خرابه‌های آزتک
- مانیومنت ولی
- تپه‌های کاهوکیا
- پارک ملی تاریخی فرهنگ چاکو

## رهبران نامدار
- ابر سرخ
- گاو نشسته
- اسب سرکش